# Хюбнер, Роберт
Роберт Хюбнер (нем. Robert Hübner; 6 ноября 1948, Кёльн, Германия — 5 января 2025, Кёльн, Северный Рейн-Вестфалия) — немецкий гроссмейстер, претендент на мировое первенство, участник ряда претендентских матчей.

## Шахматная карьера
Роберт Хюбнер родился 6 ноября 1948 года в Кёльне. В 9 лет начал посещать Кёльнский шахматный клуб и вскоре был включен в его сборную команду, с которой добился первых успехов. В том же 1957 году он играл в юношеском первенстве ФРГ, два года спустя, в 1959 году — в юношеском первенстве мира, а в 19 лет в апреле 1968 года разделил 1—2-е место в чемпионате ФРГ среди взрослых.

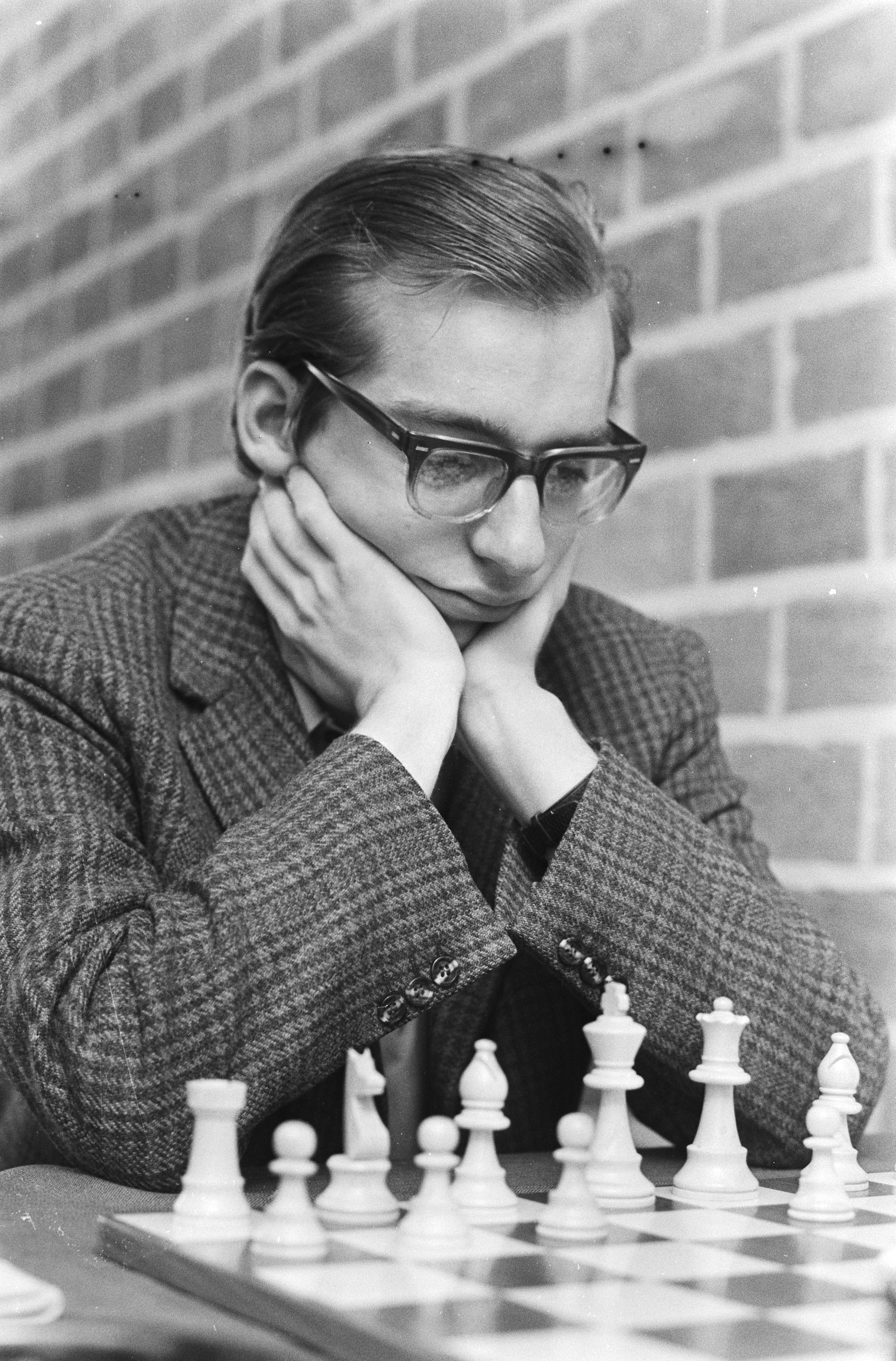
1971 год

Вскоре стал побеждать в крупных международных турнирах и зарекомендовал себя одним из сильнейших шахматистов мира. Он завоёвывал первые призы в Сомборе (1970), Осло (1974), Мюнхене (1979), Чикаго (1982), Биле и Линаресе (1985), Золингене (1986).
Согласно публикации Тима Краббе, в 1989 сыграл партию в сянци с чемпионом мира Ху Жунхуа, в которой допустил проигрыш лишь из-за зевка. Параллельно с шахматами занимался филологией, став одним из крупнейших специалистов по папирусологии, изучающей древние египетские рукописи. Владел многими иностранными языками. Его перу принадлежат исследования о творчестве Кафки и Сэлинджера.
Наибольшую известность Хюбнеру принесло участие в состязаниях на первенство мира. Он дебютировал в них ещё в 1969 году, когда выиграл зональный турнир в Афинах.
В следующем году в межзональном турнире в Пальма-де-Мальорке разделил 2—4-е место и одновременно с гроссмейстерским званием первым из шахматистов ФРГ получил право участвовать в матчах претендентов. Жребий определил ему соперником экс-чемпиона мира Тиграна Петросяна в 1971 году.
Перед началом матча Хюбнер заявил: «У меня нет никаких шансов в матче с Петросяном. Я и раньше не питал особых надежд пробиться в полуфинал. А теперь, когда жребий решил, что сыграть предстоит с Петросяном, надежд не осталось совсем. Его стиль игры очень неудобен для меня. Кроме того, у Петросяна огромный матчевый опыт. Я бы предпочел встретиться в том же 71-м году с Ларсеном, Фишером или кем-нибудь другим. Но, конечно, я буду бороться, попытаюсь сделать все возможное».
Первые 6 партий этого поединка закончились вничью. И только в 7-й Петросяну удалось одержать победу. К удивлению многих, Хюбнер решил не продолжать матч при счете 3:4 (на большинство из 10 партий) и сдал матч.
В 1979 году поделил 1—3-е место на межзональном турнире в Рио-де-Жанейро, затем выиграл четвертьфинальный матч у Адорьяна (5½:4½), полуфинальный у Портиша (6½:4½), но в финале уступил Виктору Корчному (3½:4½). В Мерано Корчной противостоял Хюбнеру. В решающий момент, когда соперник вышел вперёд, Хюбнер отказался продолжать матч. На этот раз причиной мог стать открытый стресс: после шести партий Хюбнер был на очко впереди, в 7-й он в лучшей позиции упустил перевес, а затем, когда на доске было всего восемь фигур, подставил ладью под удар. После этого он не мог играть в полную силу: без борьбы проиграл восьмую партию, отложил две следующие в плохих позициях (недоигранные 9-я и 10-я партия в результат матча не вошли), и только тогда досрочно сдал матч.
Спустя два года Хюбнер в претендентском матче 1/4 финала (1983) против 62-летнего экс-чемпиона мира Василия Смыслова проиграв в 4-й партии, сумел отыграться в 9-й. Счет в матче сравнялся — 4,5:4,5. Не выявили победителя и следующие 5 партий — 7:7. Впервые в истории шахматных соревнований столь высокого ранга победителя определил жребий. По жребию, победителем матча стал Смыслов.
Хюбнера часто называют загадочным, его решения уйти с поля боя в разгар сражения вызывали отрицательные эмоции. Тем не менее он продолжал оставаться одним из сильнейших шахматистов мира. Когда Гарри Каспаров в перерыве между 1-м и 2-м матчами на первенство мира решил сыграть тренировочный матч с шахматистом тонкого позиционного стиля, он провел его в 1985 году именно с Хюбнером и выиграл со счетом 4½:1½ (+3 −0 =3).

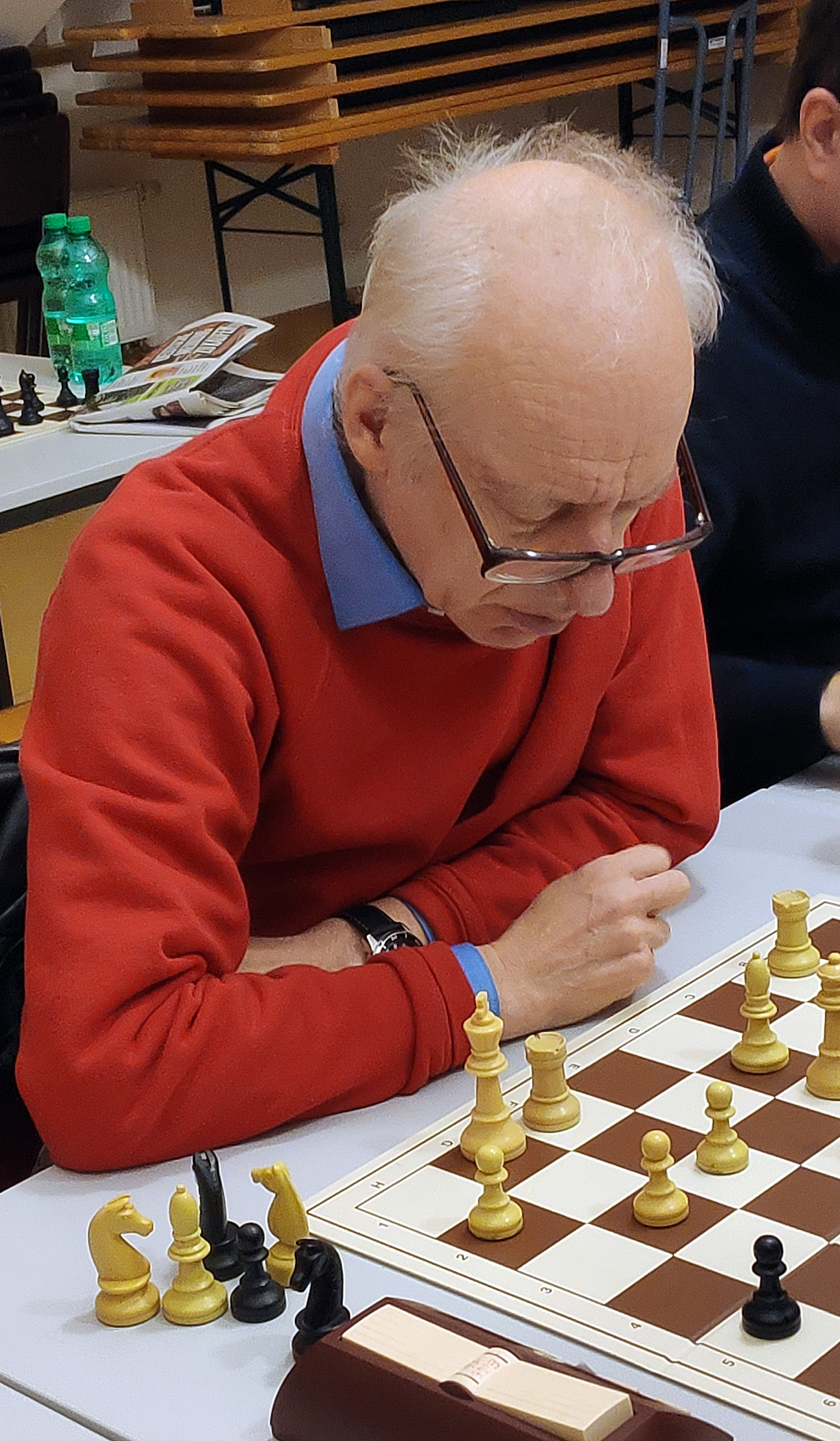
2018 год

В 1990 году Хюбнер стал участником межзонального турнира в Маниле и получил право играть в соревновании претендентов.
Член символического клуба победителей чемпионов мира Михаила Чигорина с 23 апреля 1992 года.
В 1998 году на очередной 33-й Всемирной олимпиаде в Элисте выступал в составе национальной команды и набрал 5½ очков из 8 (+4 −1 =3).
Умер 5 января 2025 года в возрасте 76 лет после продолжительной и тяжёлой болезни в больнице в Кельн-Дельбрюк от рака желудка, с которым он боролся два года. Хюбнер перенёс серьёзную операцию и имел планы на будущее, но к концу года его состояние резко ухудшилось. В последние дни его навестили друзья, в том числе Рустам Касымджанов и Властимил Горт

## Изменения рейтинга
| Графики недоступны из-за технических проблем. См. информацию на Фабрикаторе и на mediawiki.org. |